# Pick Me Up Off the Floor
Albums de Norah Jones
Begin Again
(2019) I Dream of Christmas
(2021)
Singles
1. I'm Alive
Sortie : 13 mars 2020
2. How I Weep
Sortie : 14 avril 2020
3. Tryin' to Keep It Together
Sortie : 29 avril 2020
4. Were You Watching?
Sortie : 12 mai 2020
5. Flame Twin
Sortie : 7 juillet 2020

Pick Me Up Off the Floor est le septième album studio de la chanteuse américaine Norah Jones, sorti le 12 juin 2020 chez Blue Note Records,.
Se démarquant des tendances lounge du passé de la chanteuse, Pick Me Up Off the Floor est principalement un album jazz-pop et jazz folk, avec des éléments de pop orchestrale, de blues, de gospel, de soul, de country, de funk et de hip-hop.

## Accueil critique
Pick Me Up Off the Floor a reçu une note moyenne de 83 sur 100 sur 10 critiques de Metacritic, indiquant une « acclamation universelle ».
Lior Phillips, de Variety, a fait l'éloge de l'album en déclarant : « s'étendant du blues à la pop jazz orchestrale en passant par l'influence Motown, l'album est lié par l'ineffable capacité de Jones à transmettre de grandes émotions en toute simplicité ».

## Accueil commercial
Pick Me Up Off the Floor débute à la 87e place du Billboard 200 aux États-Unis, avec 10 100 unités équivalentes à l'album, selon les classements du Rolling Stone. Il s'agit de son premier album studio à ne pas atteindre le top 10 du Billboard 200, mais parvient cependant à se hisser à la première place du classement Billboard Top Jazz. Il a également atteint la première position des ventes en Suisse, devenant ainsi le sixième album numéro un de Norah Jones dans le pays.

## Liste des titres
| 1.    | How I Weep             | Norah Jones            | 4:42 |
| 2.    | Flame Twin             | Jones                  | 3:21 |
| 3.    | Hurts to Be Alone      | Jones                  | 3:25 |
| 4.    | Heartbroken, Day After | Jones                  | 4:12 |
| 5.    | Say No More            | - Jones - Sarah Oda    | 4:58 |
| 6.    | This Life              | Jones                  | 2:38 |
| 7.    | To Live                | Jones                  | 4:28 |
| 8.    | I'm Alive              | - Jones - Jeff Tweedy  | 4:16 |
| 9.    | Were You Watching?     | - Jones - Emily Fiskio | 5:16 |
| 10.   | Stumble on My Way      | Jones                  | 3:53 |
| 11.   | Heaven Above           | - Jones - Tweedy       | 4:15 |
| 45:25 |                        |                        |      |

| Pistes bonus Targetet édition japonaise (pistes bonus) | Pistes bonus Targetet édition japonaise (pistes bonus) | Pistes bonus Targetet édition japonaise (pistes bonus) | Pistes bonus Targetet édition japonaise (pistes bonus) | Pistes bonus Targetet édition japonaise (pistes bonus) | Pistes bonus Targetet édition japonaise (pistes bonus) | Pistes bonus Targetet édition japonaise (pistes bonus) | Pistes bonus Targetet édition japonaise (pistes bonus) | Pistes bonus Targetet édition japonaise (pistes bonus) | Pistes bonus Targetet édition japonaise (pistes bonus) |
| No                                                     | Titre                                                  | Auteur                                                 | Durée                                                  |                                                        |                                                        |                                                        |                                                        |                                                        |                                                        |
| ------------------------------------------------------ | ------------------------------------------------------ | ------------------------------------------------------ | ------------------------------------------------------ | ------------------------------------------------------ | ------------------------------------------------------ | ------------------------------------------------------ | ------------------------------------------------------ | ------------------------------------------------------ | ------------------------------------------------------ |
| 12.                                                    | Street Stranger                                        | - Jones - Fiskio                                       | 4:43                                                   |                                                        |                                                        |                                                        |                                                        |                                                        |                                                        |
| 13.                                                    | Tryin' to Keep It Together                             | - Jones - Thomas Bartlett                              | 4:00                                                   |                                                        |                                                        |                                                        |                                                        |                                                        |                                                        |
| 54:11                                                  |                                                        |                                                        |                                                        |                                                        |                                                        |                                                        |                                                        |                                                        |                                                        |

| Édition DVD bonus japonaise, | Édition DVD bonus japonaise,         | Édition DVD bonus japonaise, | Édition DVD bonus japonaise, | Édition DVD bonus japonaise, | Édition DVD bonus japonaise, | Édition DVD bonus japonaise, | Édition DVD bonus japonaise, | Édition DVD bonus japonaise, | Édition DVD bonus japonaise, |
| No                           | Titre                                | Réalisateur(s)               | Durée                        |                              |                              |                              |                              |                              |                              |
| ---------------------------- | ------------------------------------ | ---------------------------- | ---------------------------- | ---------------------------- | ---------------------------- | ---------------------------- | ---------------------------- | ---------------------------- | ---------------------------- |
| 1.                           | I'm Alive (vidéo-clip)               | Mara Whitehead               | 4:16                         |                              |                              |                              |                              |                              |                              |
| 2.                           | I'm Alive (clip de paroles japonais) | Mieko Kawakami               | 4:17                         |                              |                              |                              |                              |                              |                              |
| 3.                           | Flipside (vidéo-clip)                | Sam Kuhn                     | 3:50                         |                              |                              |                              |                              |                              |                              |
| 4.                           | Begin Again (clip de paroles)        |                              | 3:39                         |                              |                              |                              |                              |                              |                              |
| 70:11                        |                                      |                              |                              |                              |                              |                              |                              |                              |                              |

| Édition deluxe, | Édition deluxe,                                             | Édition deluxe,           | Édition deluxe, | Édition deluxe, | Édition deluxe, | Édition deluxe, | Édition deluxe, | Édition deluxe, | Édition deluxe, |
| No              | Titre                                                       | Auteur                    | Durée           |                 |                 |                 |                 |                 |                 |
| --------------- | ----------------------------------------------------------- | ------------------------- | --------------- | --------------- | --------------- | --------------- | --------------- | --------------- | --------------- |
| 12.             | I'll Be Gone (featuring Mavis Staples)                      |                           | 4:29            |                 |                 |                 |                 |                 |                 |
| 13.             | Tryin' to Keep It Together                                  | - Jones - Thomas Bartlett | 3:59            |                 |                 |                 |                 |                 |                 |
| 14.             | Light Wind Blowing (Live from Home 6/4/20)                  |                           | 3:04            |                 |                 |                 |                 |                 |                 |
| 15.             | Nightingale (Live from Home 5/28/20)                        |                           | 4:48            |                 |                 |                 |                 |                 |                 |
| 16.             | That's the Way the World Goes Round (Live from Home 4/9/20) | - John Prine              | 2:35            |                 |                 |                 |                 |                 |                 |
| 17.             | It's Gonna Be (Live from Home 6/11/20)                      |                           | 4:08            |                 |                 |                 |                 |                 |                 |
| 18.             | I Am Missing You (Live from Home 7/7/20)                    | - Ravi Shankar            | 5:06            |                 |                 |                 |                 |                 |                 |
| 19.             | To Live (Live from Home 6/22/20)                            |                           | 4:48            |                 |                 |                 |                 |                 |                 |
| 20.             | Hurts to Be Alone (Live from Home 6/12/20)                  |                           | 4:48            |                 |                 |                 |                 |                 |                 |
| 21.             | How Deep Is the Ocean (Live from Home 8/27/20)              | - Irving Berlin           | 3:37            |                 |                 |                 |                 |                 |                 |
| 22.             | Sinkin' Soon (Live from Home 7/16/20)                       |                           | 4:51            |                 |                 |                 |                 |                 |                 |
| 23.             | You Don't Know (Live from Home 7/16/20)                     |                           | 3:59            |                 |                 |                 |                 |                 |                 |
| 24.             | Patience (Live from Home 3/19/20)                           | - Guns N' Roses           | 5:39            |                 |                 |                 |                 |                 |                 |
| 25.             | I'm Alive (Live from Home 6/12/20)                          |                           | 4:33            |                 |                 |                 |                 |                 |                 |
| 26.             | Carnival Town (Live from Home 8/20/20)                      |                           | 4:15            |                 |                 |                 |                 |                 |                 |
| 27.             | Wake Me Up (Live from Home 4/23/20)                         |                           | 2:47            |                 |                 |                 |                 |                 |                 |
| 28.             | Tryin' to Keep It Together (Live from Home 5/7/20)          |                           | 3:47            |                 |                 |                 |                 |                 |                 |
| 29.             | Begin Again (Live from Home 5/7/20)                         |                           | 3:43            |                 |                 |                 |                 |                 |                 |
| 30.             | For the Good Times (Live from Home 7/30/20)                 | - Kris Kristofferson      | 4:36            |                 |                 |                 |                 |                 |                 |
| 120:04          |                                                             |                           |                 |                 |                 |                 |                 |                 |                 |

## Crédits
Musiciens
- Norah Jones - chant, piano, piano électrique Wurlitzer, orgue Hammond B3 (piste 3), batterie (6), celesta (11)
- Ayane Kozasa (en) - alto (1)
- Paul Wiancko (en) - violoncelle, arrangement des cordes (1)
- Brian Blade - batterie (2–6, 9)
- Pete Remm - Hammond B3 (2, 3), synthétiseur et guitare électrique (2)
- John Patitucci - basse électrique (2)
- Christopher Thomas - contrebasse (3, 4, 9)
- Ruby Amanfu (en) et Sam Ashworth - chœurs (3, 4, 9)
- Mauro Refosco - shaker (3)
- Dan Iead - guitare pedal steel (4, 10)
- Leon Michels (en) - saxophone ténor (5, 7)
- Dave Guy - trompette (5, 7)
- Jesse Murphy - contrebasse (5–7)
- Nate Smith - batterie (7)
- Jeff Tweedy - guitare acoustique et électrique (8, 11), basse électrique (8)
- Spencer Tweedy (en) - batterie (8)
- Mazz Swift - violon, chœurs (9)
- Josh Lattanzi (en) - basse électrique  (10)
- Dan Rieser et Josh Adams - batterie (10)

Technique
- Norah Jones - production (except 8, 11)
- Jeff Tweedy - production (8, 11)
- Brandon Bost - enregistrement aux Electric Lady Studios, New York, NY (1)
- Andy Taub - enregistrement au Brooklyn Recording, Brooklyn, New York (2, 5–7, 10)
- Patrick Dillett (en) - enregistrement aux Reservoir Studios, New York (3, 4, 9)
- Matt Marinelli - enregistrement additionnel au Rainbow Star, Brooklyn, NY (2–4, 6, 9, 10), mixing (1, 2, 4)
- Jake Owen - enregistrement additionnel aux Superlegal Studios, New York (3)
- Homer Steinweiss - enregistrement des cuivres aux Diamond Mine Studios, Columbus, OH (5, 7)
- Jamie Landry - mixage aux Flux Studios, New York (3–7, 9)
- Tom Schick - enregistrement, mixage à The Loft, Chicago, IL (8, 11)
- Mark Greenberg - ingénieur du son (8, 11)
- Samuel Wahl - assistant musical au Brooklyn Recording, Brooklyn, NY (2, 5–7, 10, 11)
- John Muller et Joey Wunsch - assistants musicaux (3–7, 9)
- James Yost - assistant musical (3, 4, 9)
- Greg Calbi (en) et Steve Fallone - mastérisation au Sterling Sound, Edgewater, NJ
- Frank Harkins - direction artistique, conception
- Diane Russo - photographie

## Classements
| Classement (2020–21)              | Meilleure position |
| --------------------------------- | ------------------ |
| Allemagne (Media Control AG)      | 6                  |
| Australie (ARIA)                  | 21                 |
| Australie (Jazz and Blues Albums) | 1                  |
| Autriche (Ö3 Austria Top 40)      | 2                  |
| Belgique (Flandre Ultratop)       | 9                  |
| Belgique (Wallonie Ultratop)      | 7                  |
| Canada (Canadian Albums)          | 65                 |
| Écosse (OCC)                      | 10                 |
| États-Unis (Billboard 200)        | 87                 |
| États-Unis (Top Jazz Albums)      | 1                  |
| France (SNEP)                     | 21                 |
| Hongrie (Mahasz)                  | 23                 |
| Italie (FIMI)                     | 43                 |
| Japon (Billboard Hot Albums)      | 11                 |
| Japon (Oricon)                    | 9                  |
| Pays-Bas (Mega Album Top 100)     | 16                 |
| Pologne (ZPAV)                    | 31                 |
| Portugal (AFP)                    | 5                  |
| Royaume-Uni (UK Albums Chart)     | 47                 |
| Royaume-Uni (Jazz & Blues Albums) | 1                  |
| Suisse (Schweizer Hitparade)      | 1                  |
| Tchéquie (ČNS IFPI)               | 38                 |

| Classement (2020)                     | Position |
| ------------------------------------- | -------- |
| Australie (Jazz and Blues Albums)     | 4        |
| États-Unis (Top Jazz Albums)          | 18       |
| États-Unis (Contemporary Jazz Albums) | 3        |

| Classement (2021)                     | Position |
| ------------------------------------- | -------- |
| Australie (Jazz and Blues Albums)     | 48       |
| États-Unis (Contemporary Jazz Albums) | 21       |